# 白希繡
白希繡（1551年—？），字惟錦，號夢山，陝西延安府膚施縣人，民籍，明朝政治人物。同進士出身。

## 生平
萬曆元年（1573年）癸酉科陝西鄉試第二十六名，萬曆五年（1577年）丁丑科登三甲第一百零一名進士。授山东鱼台知县，十三年七月授工科給事中，十五年四月升禮科右，遷吏科左，十八年二月升山东副使，十九年正月調永平兵备道，九月舉卓异，二十年十月升山西右參政，二十三年三月推升山东按察使，管理漕运，二十六年八月升山西右布政使，二十九年五月官都察院右僉都御史，巡撫山西。三十二年科道拾遺去職。

## 家族
曾祖白釗；祖父白景鳴；父白昇。母劉氏。永感下。